# Lazers Never Die
Lazers Never Die – pierwszy minialbum grupy muzycznej Major Lazer, wydany 20 lipca 2010 roku przez Downtown Records. Zawiera jedną nową piosenkę i cztery remiksy utworów z Guns Don't Kill People... Lazers Do.

## Lista utworów
1. "Sound of Siren" (feat. M.I.A. & Busy Signal) - 3:50
2. "Good Enuff" (Cash Flow Dub) (feat. Collie Buddz & Lindi Ortega) - 2:50
3. "Bruk Out" (Buraka Som Sistema Mix) (feat. T.O.K. & Ms. Thing) - 6:20
4. "Can't Stop Now" (Kicks Like a Mule Remix) (feat. Miss Banks, Mr. Vegas & Jovi Rockwell) - 5:15
5. "Jump Up" (Thom Yorke Remix) (feat. Crookers, Leftside & Supahype) - 4:46